# 川﨑理加
川﨑 理加（かわさき りか、1994年 - ）は、元NHKアナウンサー。

## 来歴・人物
アメリカ合衆国ミシシッピ州で生まれる。幼稚園年長から小学校3年までの3年半は、兵庫県西宮市に在住していた。小学校高学年から中学校まではアメリカ・テネシー州で過ごす。
渋谷教育学園渋谷高等学校、上智大学経済学部経営学科卒業。
2016年に入局。初任地は高松放送局。2019年3月の人事異動で大阪放送局へ異動。『ニュースほっと関西』でキャスターを務めた。
2021年より東京アナウンス室に異動。同年より『おはよう日本』の休日版キャスターに起用された。前述の通り幼少期を米国で過ごした帰国子女のため英語が堪能で、TOEICのスコアは990点（満点）。そのため同番組に出演している森下絵理香と共にNHKワールドTVの『NHK NEWSLINE』ではアンカーパーソンを務めている。
2022年度は『NHKニュース7』（休日版）のサブキャスターを務めた。同年、同局アナウンサーの井上裕貴と結婚。2023年4月からは『NHKニュース7』（平日版）のサブキャスターを隔週で務めていた。
2024年9月1日付で夫である井上と同じ国際放送局に正式に異動のうえ、ニューヨークのアメリカ総局に赴任。放送センター在籍時の東京担当から引き続く形で、NHK NEWSLINEのアンカーパーソンとして、井上との曜日ローテーション、かつ、キャサリン小林と隔週でニューヨークスタジオ担当（平日5 - 10時台）を務める。
2025年7月1日現在、NHKホームページのプロフィール欄から削除されており、退職もしくは異動していると考えられる。

## 出演

### 高松放送局時代（2016年度 - 2018年度）
- どーも、NHK（2016年6月12日） - 新人お披露目
- 四国 おひるのクローバー（リポーター[注釈 1]）
- コレマジ!?さぬきうどん伝説（2017年7月28日、12月22日、2018年6月14日）
- 2018 FIFAワールドカップ デイリーハイライト（2018年6月27日 - 7月1日）
- あさイチ
  - 「JAPA-NAVI 香川でうどん」ナビゲーター（2018年11月15日）
  - 「セルフメディケーション税制」リポーター（2018年12月13日）
- 旬感☆ゴトーチ!「心もおなかも満腹!こんぴら参り〜香川 琴平町〜」（2018年12月18日）
- アイデア対決・全国高等専門学校ロボットコンテスト 2018四国地区大会（リポーター：2018年12月17日）[注釈 2]

### 大阪放送局時代（2019年度 - 2020年度）
- 高校野球センバツおよび選手権の甲子園開会式中継
  - 第91回センバツ（2019年）（2019年3月23日）
  - 第101回選手権（2019年）（2019年8月6日）
- ゆく時代くる時代〜平成最後の日スペシャル〜「ついに“時代越し”!」（2019年4月30日）
- 大阪都構想住民投票 開票速報（サブキャスター：2020年11月1日）
- ニュースほっと関西（キャスター：2019年度 - 2020年度）
- 列島ニュース（進行キャスター：2020年9月28日 - 2021年3月17日、1 - 2放送日おきに交代で出演）

### 東京アナウンス室時代（2021年度 - 2024年8月）
- NHKニュースおはよう日本（土曜・日曜・祝日キャスター：2021年4月3日 - 2022年4月3日）
  - おはよう日本・関東甲信越（土曜・日曜・祝日キャスター）
- さわやか自然百景（ナレーション）
  - 愛媛宇和海夏（2021年10月24日）
  - 長野八島ヶ原湿原（2021年10月31日）
  - 宮城金華山秋から冬（2022年2月20日）
  - 沖縄西表島水の世界（2022年4月24日）
  - 東京葛西の海辺（2022年7月3日）
  - 鹿児島稲尾岳（2022年10月23日）

- 明日へ1min．防災の知恵（ナレーション：2022年5月 - 2023年9月）

- - 即席担架の作り方（2022年5月19日）
  - レジ袋とタオルで作るおむつ（2022年10月13日）
  - バンダナ活用法（2022年10月27日）
  - 災害時の伝言（2022年11月17日）
  - 災害時に役立つ現金（2022年12月8日）
  - 雪道で立ち往生したら（2023年2月2日）
  - 外出前携帯トイレを準備（2023年2月9日）
  - 燃料が半分になる前に給油（2023年2月16日）
  - ホワイトアウトが発生しやすい条件（2023年3月9日）
  - 立ち往生した時ツイッターで除雪支援情報チェック（2023年3月16日）
  - 避難ばしご（2023年5月13日）
  - エレベーター（2023年6月3日）
  - 冠水している場所の歩き方（2023年8月12日）
  - 避難する時の服装（2023年8月19日）
  - 冠水している場所の危険性（2023年8月26日）
  - 高齢者への家族の声掛け（2023年9月2日）
  - 高齢者にはエアコン使用と水分補給（2023年9月9日）

- もうすぐ!「伝説のコンサート　オフコース」（2022年7月2日、BSプレミアム）- 阿部渉と進行
- 聖なる巡礼路を行くⅡ（ナレーション）
  - アンダルシアイスラム文化をたどる（2023年3月20日）
  - アンダルシア・奇跡のキリスト祭りに出会う（2023年3月21日）
  - “銀の道”と征服者の大地（2023年3月22日）
  - アストゥリアス・魂に触れる旅（2023年3月23日）
  - 聖地サンティアゴ・デ・コンポステーラ（2023年3月24日）
- NHK NEWSLINE（NHKワールドTV、2021年5月 - 、アンカーパーソン）
- ウィーンフィル・ニューイヤーコンサート（2022年1月1日、司会）
- NHKニュース7（キャスター：2022年4月9日 - 2023年11月7日）
  - 2022年度は土曜・日曜・祝日
  - 2023年度は今井翔馬と隔週交代で祝日を除く月曜 - 木曜担当[注釈 3]
- 明日をまもるナビ（ナレーション）
- ワルイコあつまれ（ナレーション）
- 杏はただいまフランス修業中です（ナレーション：2023年3月28日）
- にっぽん憧れの絶景! サンゴが生んだ宮古ブルー（ナレーション：2023年8月27日）
- 体感!グレートネイチャー（ナレーション）
  - ICE!“氷の地球”大調（2024年3月26日）
  - アフリカ　ナミブ砂漠に水の奇観!（2024年5月27日）
  - 神秘! ベトナム変幻の大地～ハロン湾と北部絶景地帯（2024年7月29日）

### 国際放送局時代（2024年9月 - 2025年6月）
- NHK NEWSLINE（NHKワールドTV、2021年5月 - 、アンカーパーソン）(東京アナウンス室時代から継続して出演。国際放送局異動後はアメリカ総局ニューヨークスタジオ担当)

## 同期のNHKアナウンサー
- 浅野里香
- 江原啓一郎
- 押尾駿吾
- 小野文明
- 佐々木芳史
- 澤田拓海
- 佐藤あゆみ（退職→フリーアナウンサー）
- 高栁秀平（退職→博報堂DYメディアパートナーズグループ）
- 竹野大輝
- 中川安奈（退職→ホリプロ）
- 中村慎吾
- 法性亮太
- ホルコムジャック和馬